# Federico Platero
Federico Platero Gozzaneo (Montevideo, 7 febbraio 1991) è un calciatore uruguaiano, difensore del Deportivo Cooper.

## Carriera

### Club
Ha iniziato la sua carriera da calciatore professionista nel 2011 al Defensor Sporting debuttando il 13 marzo.

### Nazionale
Nel 2011 viene convocato nell'Under-20 per prendere parte al campionato mondiale di calcio Under-20.